# Hlorofluorougljenik
Hlorofluorougljenici (CFC) – hemijska nomenklatura prema IUPAC-u: hloro fluorougljenici (CFC) – su složena hemijska grupa organskih jedinjenja niske molekulske težine, koji se upotrebljavaju kao pogonsko gorivo, rashlađivači ili rastvarači. CFC su ugljovodonici u kojima su atomi vodonika zamenjeni hlorom i fluorom, tako da pripadaju podskupu halougljenika. Oni koji sadrže samo jednu vezu zovu se zasićeni hlorofluorougljenici. Ako veze više ne sadrže vodonik, to su hlorofluorougljenici.
Tokom 1970-ih i 1980-ih godina, utvrđeno je da se oslobađanjem CFC u atmosferu, u velikoj meri smanjuje ozonski omotač u stratosferi (i stvaraju ozonske rupe). Zbog toga je upotreba CFC sada zabranjena u mnogim oblastima ranije primjene.
Kao halougljenici ili halogenisani ugljovodonici, ova jedinjenja pripadaju grupi ugljovodonika u kojima je najmanje jedan atom vodonika zamenjen jednim od halogena: fluorom, hlorom, bromom ili jodom. U organskoj hemiji, jednostavno halogeni ugljovodonici se skraćeno označavaju kao s R-X, gdje je R radikal ugljovodonika, a X je atom halogena.
Ove supstance koje su često odlični organski rastvarači.
Oni obično imaju višu tačku ključanja od odgovarajućih ugljovodonika, jer im molekuli, zbog povećanja Van der Valsove sile, formiraju snažnije interakcije. To je uglavnom zbog bolje moći polarizacije halogena sa više vodonika, što potpuno popunjava halogena grupa. Fluor i monohlormetan su na sobnoj temperaturi gasovi, jodometan je tečnost, a potpuno halogenizirani ugljenik tetrajodid je već u čvrstom stanju.
Posebno su interesantni fluorirani ugljovodonici, u kojih se tačka ključanja, povećanjem fluoriranja, čak može smanjiti.
Pod HCFC je delomično uvršten i halogeni CFC, čiji atomi vodonika su samo delomično zamenjeni atomima hlora i fluora. Oni imaju mnogo niži potencijal oštećenja ozonskog omotača od CFC, a i njihov potencijal povećanja globalnog zagrevanja je takođe znatno niži od CFC-a. Osim toga, HCFC već snižen u troposferi i samo delomično dospeva u stratosferu.

## Klase jedinjenja i nomenklatura
- Hlorofluorougljenici: kada potiču od metana i etana, ova jedinjenja imaju formule  i , gde je m različito od nule.
- Hidrohlorofluorougljenici: kada potiču od metana i etana, ova jedinjenja imaju formule  i , gde m, n, x i y iznose nula (0).
- Bromohlorofluorougljenici i bromofluorougljenici imaju formule slične CFC i HCFC, ali su sa bromom.
- Hidrofluorougljenici: kada su izvedeni iz metana, etana, propana i butana, ova jedinjenja imaju odgovarajuće formule , , , i , gde m nije nula (=0).

### Sistem numeracije
Numeracijski sistem se koristi za fluorisane alkane, sa prefiksom freon-, R, CFC i HCFC–. Krajnje desne vrednosti označavaju broj atoma fluora, naredna vrednost levo je broj atoma vodonika plus 1, a naredna vrednosti levo je broj atoma ugljenika manje jedan (nula se ne navodi). Preostali atomi su hlorni. Stoga, oznaka freon-12 ukazuje na metanski derivat (samo dva broja) koji sadrži dva fluora atoma (drugi 2) i nema vodonika (1-1 = 0) .
Druga, lakša jednačina koja se može primeniti kako bi dobila ispravna molekulska formula CFC/R/ jedinjenja freonske klase, je da se dobijenom broju doda 90. Rezultirajuća vrednost je broj ugljenika kao prvi broj, drugi broj je broj atoma vodonika, a treći pokazuje broj atoma fluora. Ostatak nestalih ugljenikovih veza zauzimaju atomi hlora. Vrednost ove jednačine se uvek izražava kao trodijelni broj. Jednostavan primer je CFC-12: 90 + 12 = 102 → 1 atom ugljenika, 0 vodonika, 2 fluora, a samim tim i 2 atoma hlora, što daje . Glavna prednost ovog načina izračunavanja molekulskog sastava u odnosu na ranije metode, je u tome što prikazuje i broj atoma ugljenika u molekulima.
Freoni koji sadrže brom označavaju se sa četiri broja. Izomeri, koji su obično etanski i propanski derivati, označeni su slovima koja slede numeraciju.
| Glavni hlorofluorougljenici             | Glavni hlorofluorougljenici              | Glavni hlorofluorougljenici | Glavni hlorofluorougljenici |
| --------------------------------------- | ---------------------------------------- | --------------------------- | --------------------------- |
| Sistemsko ime                           | Uobičajeno ime i kod                     | Tačka ključanja ( °C)       | Formula                     |
| Trihlorofluorometan                     | Freon-11,                                | 23.77                       |                             |
| Dihlorodifluorometan                    | Freon-12,                                | −29.8                       |                             |
| Difluorometan/Pentafluoroetan           | R-410A, Puron,                            | −48.5                       | 50%                         |
| Hlorotrifluorometan                     | Freon-13,                                | −81                         |                             |
| Hlorodifluorometan                      |                                          | −40.8                       |                             |
| Dihlorofluorometan                      |                                          | 8.9                         |                             |
| Hlorofluorometan 31, R-31, HCFC-31      | −9.1                                     |                             |                             |
| Bromohlorodifluorometan                 |                                          | −3.7                        |                             |
| 1,1,2-Trihloro-1,2,2-trifluoroetan      | Freon 113, R-113, CFC-113, 1,1,2-Trihlorotrifluoroetan | 47.7                        |                             |
| 1,1,1-Trihloro-2,2,2-trifluoroetan      | Freon 113a,                              | 45.9                        |                             |
| 1,2-Dihloro-1,1,2,2-tetrafluoroetan     | Freon 114, R-114, CFC-114, Dihlorotetrafluoroetan      | 3.8                         |                             |
| 1-Hloro-1,1,2,2,2-pentafluoroetan       | Freon 115, R-115, CFC-115, Hloropentafluoroetan        | −38                         |                             |
| 2-Hloro-1,1,1,2-tetrafluoroetan         |                                          | −12                         | CHFClCF3                    |
| 1,1-Dihloro-1-fluoroetan                |                                          | 32                          |                             |
| 1-Hloro-1,1-difluoroetan                |                                          | −9.2                        |                             |
| Tetrahloro-1,2-difluoroetan             | Freon 112,                               | 91.5                        |                             |
| Tetrahloro-1,1-difluoroetan             | Freon 112a,                              | 91.5                        |                             |
| 1,1,2-Trihlorotrifluoroetan             | Freon 113,                               | 48                          |                             |
| 1-Bromo-2-hloro-1,1,2-trifluoroetan     | Halon 2311a                              | 51.7                        |                             |
| 2-Bromo-2-chloro-1,1,1-trifluoroetan    | Halon 2311                               | 50.2                        |                             |
| 1,1-Dihloro-2,2,3,3,3-pentafluoropropan |                                          | 51                          |                             |
| 1,3-Dihloro-1,2,2,3,3-pentafluoropropan |                                          | 56                          |                             |

## Delovanje
Hlorofluorougljici su vrlo stabilni, nezapaljivi, bez mirisa, transparentni (bezbojni) i često su netoksični ili samo imaju nisku toksičnost. CFC iz serije metana i etana imaju nisku tačku ključanja i kompresijom mogu biti lahko ukapljeni. Zbog inertnosti, hlorofluorougljici (CFC) imaju vremenski dug boravak u atmosferi . Stoga se dižu u stratosferu, gde se razlažu pod uticajem ultraljubičastog zračenja. Tako se otpuštaju radikali hlora ili fluora, koji reagiraju sa ozonom i oštećuju ga. Godine 1981. Virahadran Ramanatan je opisao da je vrlo jak efekat staklene bašte i da će ispuštanje CFC u Zemljinu atmosferu, do 2000. zagrejati je u punoj meri, ako emisija tog gasa ne bude drastično smanjena.
U 2007, u atmosferi su nađena tri CFC sa atipičnim svojstvima, koja su visoko reaktivna i toksična

## Proizvodnja
Direktno fluorisanje alkana je teško sprovesti, jer je to vrlo egzotermna reakcija, obično eksplozivna i gotovo uvek je rezultat mešavina perfluoriranih jedinjenja. Tehnički se odvajaju hlorofluoroalkani od fluorisanih odgovarajućih hloroalkana s bezvodnim fluorovodonikom, na fiksnim katalizatorima od aluminijuma ili hrom fluorida. Takođe je moguće i upotreba antimon (V) hlorida, kao katalizatora.
- Primer 1: reakcija ugljeniktetrahlorida s bezvodnim fluorovodonikom u mešavini dihlorodifuorometan, trihlor i hlorovodonik:

{\displaystyle \mathrm {2\,CCl_{4}+3\,HF\longrightarrow CCl_{2}F_{2}+CCl_{3}F+3\,HCl} }.
- Primer 2: Reakcija hloroforma s bezvodnim fluorovodonikom u hlorodifluorometanu (freon 22). Tu je katalizator antimon (V) hlorid. Takođe je moguća elektrofluorinacija po Simonsu. Ovo je anodno fluoriranje u bezvodni fluorovodonik, u naponu koji vrši oslobađanje elementarnog fluora ako ga nema dovoljno:

{\displaystyle \mathrm {CHCl_{3}+2\,HF\longrightarrow CHClF_{2}+2\,HCl} }.

## Freoni
Freon je najpre bio naziv aerosolnog kontejnera kompanije © Mikael Damkier/ Shutterstock.com.. Ime freon je registrirani zaštitni znak E.I. du Pont de Nemours & Company.
Sadržavao je nekoliko jednostavnih fluorovanih alifatski organskih jedinjenja, koji se koriste u trgovini i industriji. Osim fluora i ugljenika, prvi freoni često sadrže vodonik, hlor ili brom. Tako je, freon vrsta hlorofluorougljenika (CFC), hidrohlorofluorougljenika (HCFC), i srodnih jedinjenja.
Freoni su bezbojni, bezmirisni, nezapaljivi, nekorozivni gasovi ili tečnosti, niske toksičnosti koje su uvedene kao rashladna sredstva u 1930-im; takođe su se pokazali korisnim kao pogonsko gorivo u aerosolu i u brojnim tehničkim aplikacijama. Njihove niske tačke ključanja, niske površinske napetosti i niske viskoznosti ih čine posebno korisnim u proizvodnji rashladnih uređaja. Oni su izuzetno stabilni, inertni sastojci. U primeni freona nema opasnosti od požara, niti odaju miris u opticaju kroz hlađenje i klima-uređajima. Najvažniji članovi grupe su dihlorodifuorometan (freon 12), trihlorfluormetan (freon 11), hlorodifluorometan (freon 22), dihlorotetrafluoroetan (freon 114), i trihlorotrifluoroetan (freon 113).
Danas je freon zbirno ime za više vrsta gasova koji su se upotrebljavali ili se upotrebljavaju u rashladnim uređajima. Iako pogrešno, počelo se upotrebljavati za skoro sve vrste rashladnih hemijskih sredstava, bez obzira na sastav, pa se tako došlo i do kontroverzne situacije da se freonom nazovu i neki gasovi, kao što su ugljovodonici: metan, etan, propan, itd.
Sredinom 1970-ih, fotohemijskom disocijacijom, utvrđeno je da su freon i srodni CFC umešani u glavne uzročnike očigledne degradacije Zemljinog ozonskog omotača. Nedostatak ozona može doneti pretnju životu na Zemlji, jer on upija ultraljubičasto zračenje koje može izazvati rak kože. Upotreba freona u aerosol-sprejnim kontejnerima je zabranjena u SAD, krajem 1970-ih godina. Do ranih 1990-ih, gomilaju se dokazi o oštećenjima ozona u polarnim područjima, što je povećalo interesovanje javnosti alarmiranje problema, a do 1996. je većina razvijenih zemalja zabranila proizvodnju gotovo svih freona.

## Historija i upotreba
Krajem 19. veka, proizvedeni su prvi halogenirani ugljovodonici direktnim fluorisanjem (Moissanu) i elektrofilnom katalizom je dobijena razmena halogena (Swarts). Prve CFC (CFCl3 i CF2Cl2) je 1929. sintetizirao Tomas Midgli u kompaniji General Motors. Od 1930. CFC su industrijski proizvođeni i, sve više, kao rashladno sredstvo u opremu za hlađenje, kao pogonsko gorivo od aerosola , kao agensi za pene, kao i rastvarači za čišćenje. Upotreba kao rashlađivača u frižiderima je zabranjena od 1995. godine, zbog učešća CFC u oštećenju ozonskog omotača.
Bromirani CFC su korišteni kao sredstva za gašenje požara, a poznati su kao haloni.
Pre prve upotrebe CFC, 1974. godine bilo je upozorenja na moguće posledice, ali to nije ozbiljno shvaćeno. Otkrića ozonske rupe 1985, uticalo je na promenu svesti. Prema Montrealskom protokolu, od 16. septembra 1987. godine, mnoge zemlje su se obavezale na drastično smanjenje proizvodnje CFC-a. Dana 29. juna 1990. Međunarodna konferencija o zaštiti ozonskog omotača u Londonu (vidi Londonske konferencija), naložila je zabranu ili delimično smanjenje proizvodnje i upotreba CFC i HCFC od 2000. Sporazumom je predviđeno do 1995. godine smanjiti potrošnju CFC za 50%, do 1997. za 85%. Hemijska stabilnost čini ove gasove samo neznatno razgradivim u atmosferi (srednje vreme zadržavanja, u zavisnosti od proizvoda, traje 44-180 godina).
Glavni  u rashladnim uređajima
| Oznaka                             | Uobičajeno ime            | Sumarna formula | Tačka ključanja |
| Trihhlorfluorometan                | Freon 11                  |                 | 24,9°C          |
| Dihlordifluorometan                | Freon 12                  |                 | −30°C           |
| Dihlorfluorometan                  | Freon 21                  |                 | 8,9°C           |
| Hlordifluorometan                  | Freon 22                  |                 | −40,7°C         |
| 1,1,2-Trihlor-1,2,2-trifluoroetan  | Freon 113                 |                 | 48°C            |
| 1,2-Dihlor-1,1,2,2-tetrafluoroetan | Freon 114 ili Kriofluoran |                 | 3,5°C           |

## Uticaj na životnu sredinu
Pošto je niske molekulske težine, vodonik bez CFK, zbog svoje hemijske stabilnosti i velika nestabilnosti u stratosferi, reaguje sa ozonskim omotač. Na primer:
{\displaystyle \mathrm {CF_{2}Cl_{2}} +h\cdot \nu \longrightarrow \mathrm {CF_{2}Cl^{*}+Cl^{*}} }
Pritom {\displaystyle h\cdot \nu } = foton odgovarajuće frekvencije i hlorni radikal.
Hlorni radikali pretvaraju ozon u biatomni kiseonik. Vezani hlor i kiseonik se ponovo otpuštaju, uz nastanak molekulskog hlora. Putem fotona hlornih radikala, ponovo nastaje odgovarajuća energija, tako da ciklus može početi ispočetka:
{\displaystyle \mathrm {Cl^{*}+O_{3}\longrightarrow ClO^{*}+O_{2}} }
{\displaystyle \mathrm {2\,ClO^{*}\longrightarrow Cl_{2}O_{2}\longrightarrow Cl_{2}+O_{2}} }
{\displaystyle \mathrm {Cl_{2}} +h\cdot \nu \longrightarrow \mathrm {2\,Cl^{*}} }
Zato se uništava ozonski omotač. Bez njegove zaštitne akcije, znatno da bi se UV zračenje probijalo na Zemljinu površinu, što nanosi štetu biljkama, životinjama i ljudima.
CFC takođe apsorbuje sunčevo zračenje u infracrvenom području (jače od ) i vodi u skladu sa svojim potencijalom globalnog zagrijavanja (u ekvivalentu ) pojačavaju globalno zagrijavanje. Neki CFC povećavaju potencijal globalnog zagrijavanja u odnosu na ugljen-dioksid do deset hiljada puta.

## Alternative
Alternative za goriva bazirana na CFC za aerosol- raspršivanje uključuju HFA-134a, koji ne utiče na ozonski omotač, ali je stvara efekat staklene bašte. Međutim, kao lahka za ukapljivanje pod pritiskom, koristi se mješavina alkana, propana i butana. Konzervirani sprejevi nose simbol opasnosti (vrlo lako zapaljivo) habanja. Za rashlađivače se koriste propan, butan, pentan, amonijak, 2,3,3,3-tetrafluoropropen ili ugljen-dioksid i rashladni hlor, kao što su R134a, R404a, itd kao alternative, imajući u vidu da je su prve tri supstance zapaljive, a amonijaka i 2,3,3,3-tetrafluoropropen korozivni i su otrovni.
Kao alternativa CFC u elektronskoj industriji, u proizvodnji ravnih ekrana, solarne ćelije i mikrokola, preporučuje se azot trifluorid. Prema novim metodima mjerenja, još u 2.008. Zabilježena su značajna oštećenja koncentracije ozona u atmosferi i očite klimatske promene.
Nepravilno recikliranje starih frižidera, ipak odnosi velike količine CFC u atmosferu.